# Halltorps hage
Halltorps hage ist ein ehemaliger Hutewald an der Westküste der schwedischen Ostseeinsel Öland. Aufgrund seiner pittoresk geformten Huteeichen ist das Gebiet ein bekanntes Ausflugsziel. Der Wald ist als Naturreservat geschützt.
Hage bedeutet Weide oder Weideland, wobei der Begriff gleichermaßen für Hutewälder wie für offene Weideflächen Verwendung findet. Halltorp ist der Name einer Ortslage innerhalb der Kommune Borgholm.
Halltorps hage ist Teil eines mehr oder weniger zusammenhängenden Laubwaldgürtels, der sich parallel zur Westküste der Insel zwischen Färjestaden im Süden und Borgholm im Norden erstreckt. Der für die Region ungewöhnliche alte Baumbestand aus Eichen ist der jahrhundertelangen Hutenutzung zu verdanken. Durch den damit einhergehenden weiten Abstand der Einzelbäume zueinander konnte sich ein tiefer Kronenansatz bis ins höhere Baumalter erhalten, der Freistand ermöglichte außerdem ein beträchtliches Dickenwachstum der Bäume. Hierdurch konnten sich besonders große Mulmhöhlen in den Stämmen entwickeln, die dem Hirschkäfer und Eremiten als Lebensraum dienen. Auch der gleichfalls seltene Große Eichenbock kommt im Gebiet vor. Für den Erhalt dieser Arten stellt es eine Herausforderung dar, für eine ausreichende Anzahl nachkommender geeigneter Habitatbäume zu sorgen.
Das als Naturreservat geschützte Gebiet umfasst 198 Hektar, wovon 56 Hektar Wasserfläche des Kalmarsund sind. Es ist ferner Teil eines FFH-Gebietes.